# Kamienica Pod Złotym Kołem we Wrocławiu
Kamienica Pod Złotym Kołem – zabytkowa kamienica mieszczańska, o rodowodzie średniowiecznym, znajdująca się przy ulicy Kazimierza Wielkiego we Wrocławiu.
Kamienica Pod Złotym Kołem jest jedną z sześciu zachowanych kamienic stanowiących jeszcze na początku lat 70. XX wieku część zabudowy dawnej ulicy Złote Koło. Ulica została częściowo zniszczona podczas działań wojennych w 1945 roku, a ostatecznie w 1975 roku podczas budowy staromiejskiej obwodnicy tzw. Trasy W-Z, czyli ulicy Kazimierza Wielkiego. Była zabudowana głównie wąskimi szczytowymi kamienicami. Od XVIII wieku zamieszkiwała je głównie ludność żydowska. Ocalałe kamienice zostały włączone do ul. Kazimierza Wielkiego pod numery od 9 do 17.

## Historia

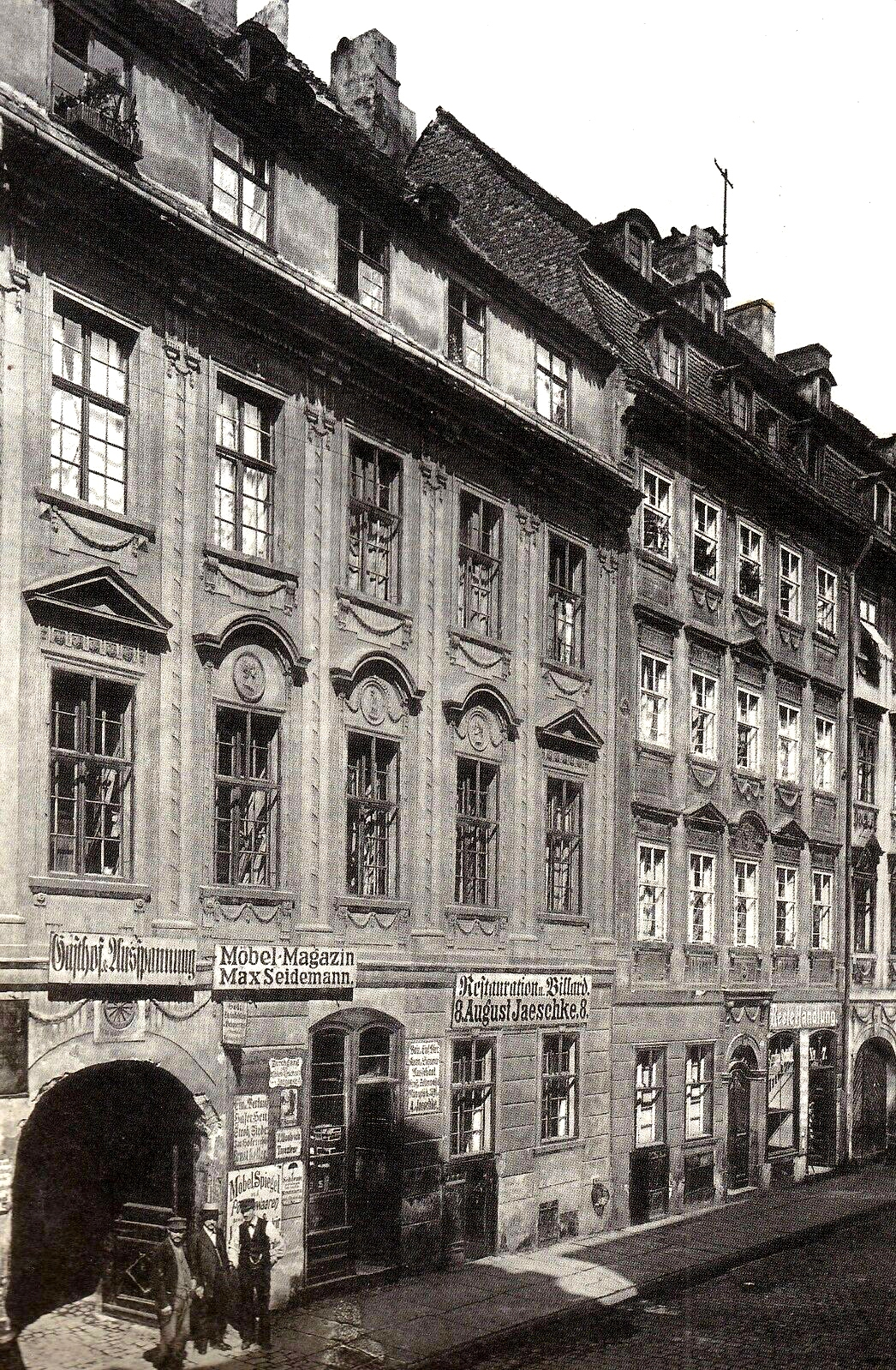
Wygląd kamienicy w roku 1897

Kamienica Pod Złotym Kołem pierwotnie widniała pod adresem Goldenerade Gasse 8 (Złote Koło). Nazwa ulicy wywodzi się od Zajazdu Pod Złotym Kołem (niem. Gasthof Zum Golden Rad) (gospoda Pod Złotym Kołem), który znajdował się w tej kamienicy, a który wzmiankowany jest m.in. w archiwaliach z roku 1680. W 1744 roku król pruski Fryderyk II wydał edykt w sprawie regulacji spraw żydowskich we Wrocławiu, gdzie zajazd Pod Złotym Kołem wyznaczony został jako jeden z czterech zajazdów we Wrocławiu, w których mogli zatrzymywać się żydowscy kupcy z Polski. W tym okresie kamienica w części parterowej miała dwie bramy przelotowe prowadzące do tylnych niskich zabudowań magazynowych i stajni oraz wozowni; na wyższych kondygnacjach znajdowały się małe pomieszczenia gościnne.
Kamienica w obecnym kształcie została wzniesiona pod koniec XVIII wieku, a elewacji nadano formę wczesnoklasycystyczną. Jej projektantem był architekt Karl Gottfried Geissler (1754–1856). Dekoracje fasady zostały wykonane w stylu zopf nawiązując do dekoracji znajdujących się na kamienicy Pod Królem Salomonem przy ulicy św. Jadwigi 9-10 we Wrocławiu.

## Architektura
Kamienica kalenicowa, trzykondygnacyjna z jednokondygnacyjnym użytkowym poddaszem, pięcioosiowa. Część parterowa jest boniowana, z dwoma otworami drzwiowymi i dwoma okiennymi. Wejście w formie portalu łukowego do sieni przelotowej znajduje się w południowej osi. W skrajnej osi północnej, podczas remontu budynku w latach siedemdziesiątych, wykuto drzwi do pomieszczenia sklepowego; przed 1945 rokiem drzwi znajdowały się symetrycznie w osi środkowej, nad którymi umieszczone było godło domu i dawnego zajazdu. Dwie wyższe kondygnacje podzielone są pilastrami udekorowanymi wiązkami rózg liktorskich. Okna prostokątne otoczone są kamiennymi opaskami, a pod oknami ozdobione podokienniki. Nad oknami pierwszej kondygnacji umieszczone zostały naczółki z medalionami z popiersiami. Nad bramą przejazdową znajdował się herb domu: złote koło.
W latach 1972–1977 kamienica została wyremontowana na potrzeby wrocławskich Cechów Rzemieślniczych; obniżono ją o jedną kondygnację, a wnętrze zostało zupełnie przebudowane i dostosowane do potrzeb najemcy. Projekt przebudowy wykonał T. Lipiński. Kolejny remont kamienicy miał miejsce w latach 90. XX wieku, a wykonawcą prac elewacyjnych była wrocławska firma Meda-Bud. Na paterze, na prawo od bramy znajduje się kartusz herbowy lub gmerk; w dokumentacji ikonograficznej sprzed 1945 roku herbu nie było na elewacji budynku.